# Ледяное вино

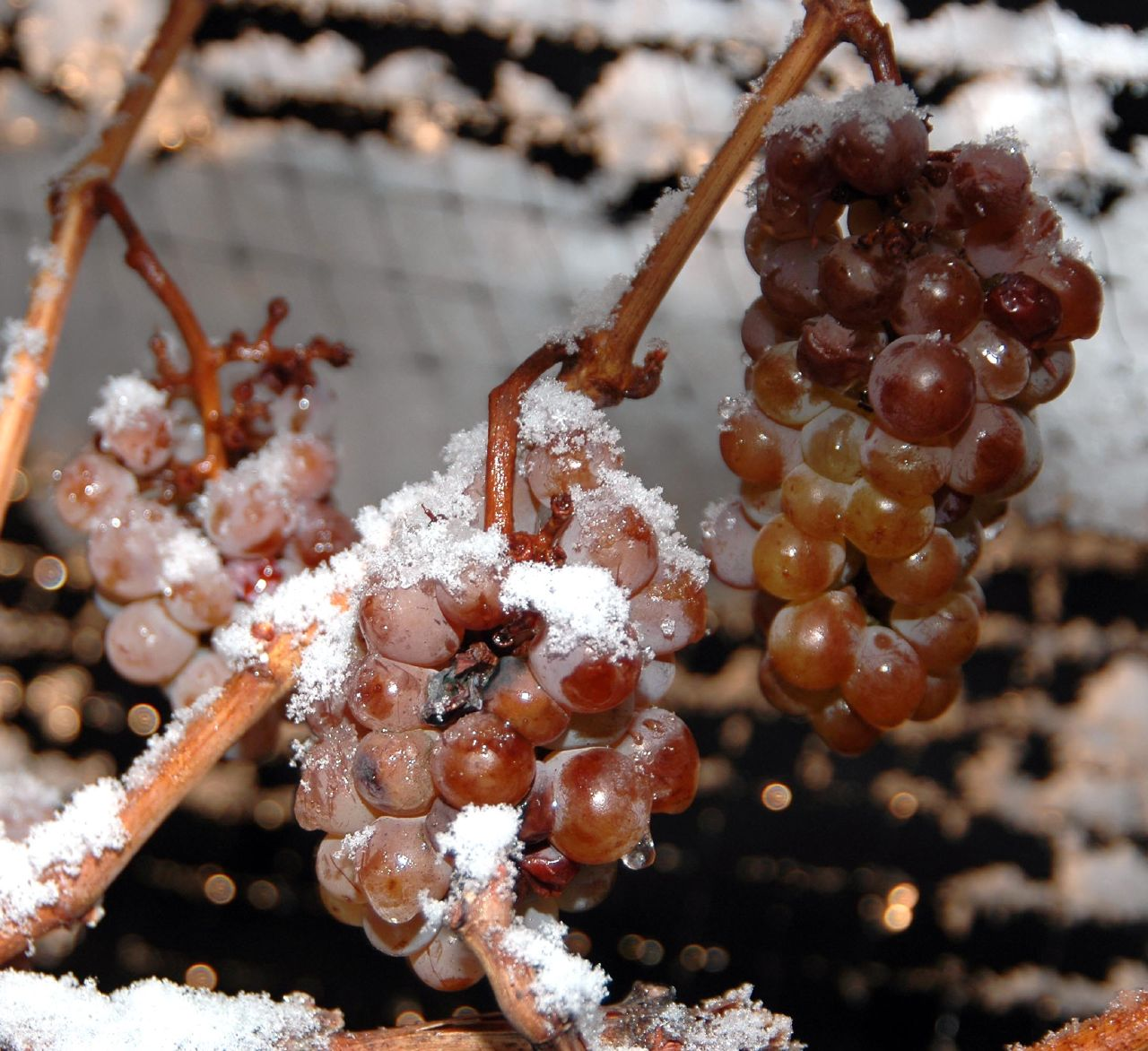
Виноград для ледяного вина, замороженный на лозе

Ледяное вино (также айсвайн; нем. Eiswein) — дорогое коллекционное десертное вино с густым букетом, изготовляемое из винограда, замороженного на лозе. Изначально было специалитетом Германии и Австрии (как одно из предикатных вин), но сейчас производится и в других странах, включая Швецию и  Россию. Ледяное вино имеет средний уровень алкоголя (9-12 %), значительное содержание сахара (от 150 до 300 г/л) и высокую кислотность (10-14 г/л). Обычно его готовят из сортов Рислинг или Видаль блан.

## В древнем мире
Существуют указания на то, что замороженный виноград использовался для изготовления вина уже древними римлянами. Плиний Старший в «Естественной истории» упоминает о разновидностях  винограда, которые не собирались вплоть до заморозков. Поэт Марциал советовал, чтобы виноград оставляли на лозе до ноября или пока он не затвердеет от мороза. Подробности, касающиеся производства такого вина древними, неизвестны. Не стоит исключать, что у Марциала и Плиния речь идёт о позднем сборе винограда, высохшего ко времени первых заморозков почти до изюма (см. заизюмленное вино). В любом случае этот метод считается забытым.

## Современная технология
В отличие от воды, сахар и другие растворённые вещества в винограде не замерзают, что позволяет выжимать более концентрированное виноградное сусло из замороженного винограда; в результате получается малое количество более концентрированного, очень сладкого вина. Из-за трудоёмкого и рискованного процесса производства с крайне малым выходом готовой продукции ледяное вино значительно дороже столового. Продаётся оно в бутылках меньшего объёма — 350 мл и 200 мл. На изготовление 350 мл такого вина уходит 13-15 кг винограда. Из 50 тонн винограда получается всего 2 тонны вина.
В США, Канаде, Австрии и Германии лишь виноград, замороженный исключительно естественным путём (прибитый морозом), может называться «ледяное вино». Мороз должен достигать не менее −8°С (согласно закону о производстве вина в Канаде) и не менее −7°С (согласно немецкому закону о производстве ледяного вина). Однако если мороз значительно превышает данные цифры, то сок экстрагировать невозможно. 
В более южных странах некоторые виноделы, симулируя погодные условия, замораживают ягоды винограда искусственным методом криогенной экстракции, то есть механическим замораживанием. Напиток из такого винограда называют вином из морозильника; он заметно дешевле айсвайна, полученного естественным путём.

## Германия
Считается, что первое (со времён Древнего Рима) ледяное вино было изготовлено во Франконии в 1794 году. Более подробная документация сохранилась относительно подмороженного урожая винограда в Дромерсхайме около Бингена и датирована 8 февраля 1830 года. Зима в конце 1829 года была суровая, и некоторые виноградари решили оставить виноград на лозе в качестве еды для животных. Когда было замечено, что из этого винограда получается очень сладкое сусло, из него решили выжать ледяное вино. 
Вплоть до 1960 года урожаи айсвайна в Германии были редкими. Только шесть сборов урожая подтверждаются документами, включая 1858 год, когда ледяное вино впервые было произведено древней винодельней замка Йоханнисберг. Это свидетельствует о немногочисленности попыток систематически производить это вино: поступавшая на рынок продукция, вероятно, была редким результатом необычных погодных условий. Популярность вина стала рости после 1961 года, когда сразу несколько виноделен представили собственный айсвайн. Увеличению производства способствовали технические изобретения в виде электрического освещения, работающего на переносных генераторах (для поддерживания урожая в холодное время утренних сумерек, до таяния винограда), и плёнки из пластмассы, которая используется для «упаковки» лозы с целью защиты созревшего винограда от птиц.
В начале XXI века хорошие урожаи винограда для ледяного вина стали редкостью в Германии. Многие виноградари винят в этом глобальное потепление, что подтверждается исследованиями Гайзенхаймского института.

## Канада

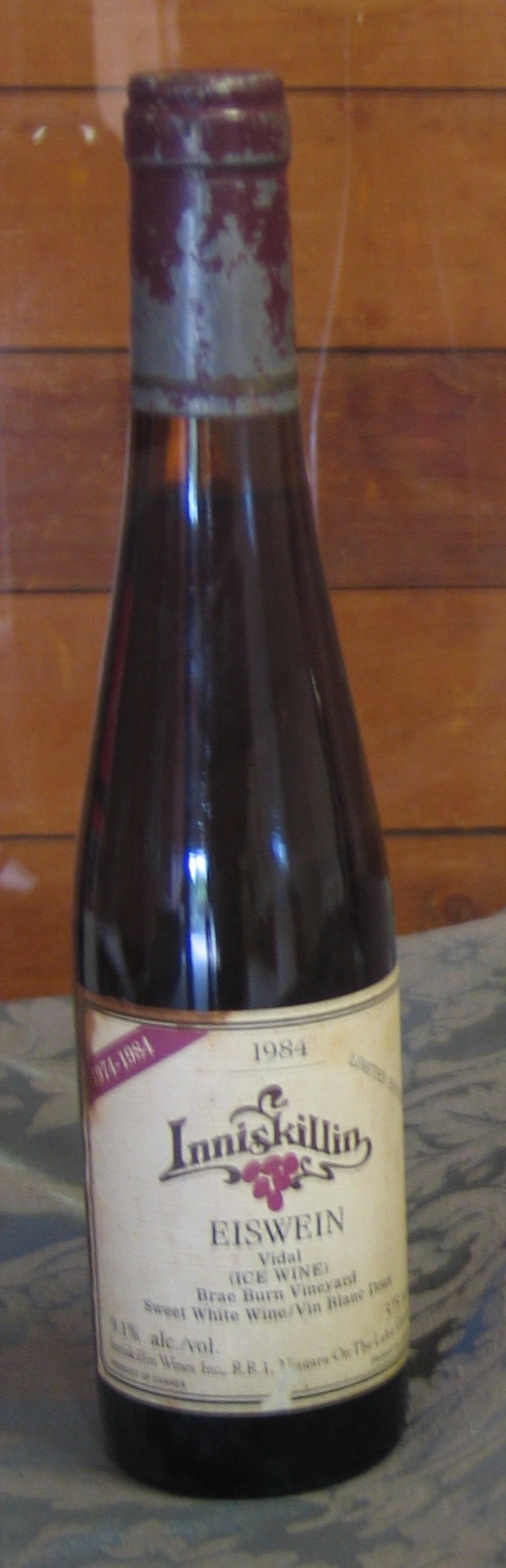
Первое ледяное вино канадской винодельни «Иннискиллин»

Статус первопроходца винодельня «Иннискиллин» в Ниагара-он-те-Лейк (канадская провинция Онтарио) получила за своё первое ледяное вино, изготовленное в 1984 году под руководством совладельца завода Карла Кайзера. В 1983 году Кайзер и другой местный винодел Эвальд Райф (так же, как и две винодельни в другой части Онтарио — «Хиллебранд» и «Остров Пеле») оставили весь виноград на лозе в попытке изготовления ледяного вина. «Иннискиллин» и Райф потеряли весь урожай из-за птиц, а «Хиллебранд» и «Остров Пеле» смогли собрать весьма скромный урожай. В 1984 году Кайзер использовал сети для защиты виноградных лоз и изготовил первое ледяное вино «Иннискиллин». Это вино было изготовлено из винограда сорта Видаль и было названо «Eiswein». После того, как было начато его коммерческое производство, вино быстро стало популярным среди местных потребителей и рецензентов, и многие канадские производители переняли идею, поскольку суровые канадские зимы хорошо подходят для замораживания винограда на лозе.
Вместе с тем вино «Иннискиллин» не было первым ледяным вином Канады: немецкий иммигрант Вальтер Хайнле получил такой продукт в долине Оканаган (Британская Колумбия) ещё в 1972 году. Это вино было результатом раннего непредвиденного мороза и было произведено в количестве всего 40 литров, которые Хайнле изначально не собирался продавать, однако в итоге выпустил его в 1978 году на рынок.
Международный успех канадского ледяного вина пришёл в 1991 году, когда ледяное вино «Иннискиллин Видаль» выиграло Grand Prix d’Honneur на Vinexpo. Тенденция увеличения объёмов выращивания культурного винограда, характерная для Канады 1990-х годов, расширила разнообразие сортов винограда, которые используются для ледяного вина. В начале 2000-х Канада стала крупнейшим в мире производителем ледяного вина.

## Другие страны
В небольших количествах ледяное вино выпускают в Австрии (регион Донауланд), Швеции, Лихтенштейн, Хорватии, Люксембурге, Словении, Чехии, Венгрии, Румынии, Швейцарии, России, США, Чили, Новой Зеландии, Китае, Грузии, Молдавии, Украине.
В Израиле с 2004 года продаётся ледяное вино, полученное искусственным путём с использованием технологии перекачиваемого льда.